# Mozes Marcus Lam
Mozes Marcus Lam (Ámsterdam, Países Bajos, 24 de septiembre de 1872 - Ámsterdam, Países Bajos, 10 de octubre de 1939) fue un comisionista de piedras preciosas y perlas holandés.

## Biografía
Nacido en Ámsterdam el 24 de septiembre de 1872. Se llamaba a sí mismo Mozes Lam Jr. También le llamaban Mauritz. Comisionista sobre todo en diamantes pero también en otras piedras precisas y perlas. Hijo de Eva Bierman y Marcus Mozes Lam, que muere antes de la ocupación alemana en un hospital. Casado con Rachel Brandon, nacida en Ámsterdam el 6 de mayo de 1873. Rachel era conocida como la "marquesita" por su belleza y finura. Muere en una cámara de gas de Dachau.
Mozes Marcus estudió en la escuela de comercio de Ámsterdam. En 1889 entró a trabajar en la Casa Jacques van Gelder & Co y en 1891 le nombraron apoderado de la empresa. A continuación se convierte en socio de la Casa B. van Gelder, fabricante de diamantes y en 1900 es socio en la empresa Mauritz Saks & Co, comisionistas en diamantes. En 1906 funda su propia empresa, como comisionista sobre todo en diamantes, pero también en otras piedras preciosas y perlas. Ocupará diversos puestos de responsabilidad como miembro de la Junta del Archivo Histórico de Economía; miembro del Instituto Sudamericano, así como tesorero de la Asociación para el Fomento de una Cátedra en Historia de la Cultura de Europa del Este; asimismo es conservador de la cátedra de Ruso del Profesor Bruno Becker y presidente de la Asociación de Diamanteros de Ámsterdam. También es tesorero de la Asociación para el Tráfico Seguro.
Muere antes de la ocupación alemana en el Hospital General de Ámsterdam el día 10 de octubre de 1939.
Mozes Marcus Lam, es oficial de la Orden de Oranje Nassau y de la Legion d’Honneur, condecoración francesa que recibe por su labor a favor de los mutilados de guerra, dándoles trabajo en los talleres que funda en Lisieux y París. Es un personaje ilustre holandés, según los archivos históricos de dicho país.

## Descendencia
Su hijo Martijn, nace el 1 de mayo de 1895. Es corredor de comercio en café y se casa con Caroline Roselaar. Martijn muere en Bergen Belsen, habiendo sido objeto de experimentos médicos.
Su hija Sophia Louise, nace el 14 de junio de 1900. Se casa con Willem Marie van Neyenhoff, comisionista de diamantes en Amberes.
Su hija Eveline, nace el 28 de marzo de 1906. Se casa con Maximilliam Goyarts, director de la fábrica de tejidos de lana H. v. Puyenbroek en Goirle.
Alice, nacida el 6 de abril de 1912, se casa con Cornelis van Raalten, cultivador de caucho con H.V.A. (Sumatra). Cornelis muere en la construcción del ferrocarril de Birma y Alice, junto a sus dos hijos, pasa dos años en un campo de concentración japonés en Sumatra.